# Bobby Bare
Bobby Bare, né Robert Joseph Bare le 7 avril 1935 à Ironton (Ohio), est un chanteur et parolier de musique country. 
Il est le père de Bobby Bare Junior, né en 1966, lui aussi musicien.

## Biographie

### Début de carrière
Bare propose vainement ses chansons dès les années 1950. Il signe finalement avec Capitol Records et enregistre quelques morceaux de rock 'n' roll, sans succès. Son jour de chance arrive en 1959, alors qu'il part faire son service militaire. Il réalise une démonstration de The All-American Boy pour son ami Bill Parsons, et la compagnie Fraternity Records décide de diffuser la démo plutôt que l'enregistrement réalisé ensuite. C'est un succès au Billboard, toutefois publié sous le nom de Bill Parsons,.

### Carrière chez RCA (1962–1970)
Sa reconnaissance dans l'univers de la musique country arrive alors qu'il est chez RCA Records. Le premier morceau publié est Shame on me en 1962.

### Carrière chez Mercury (1970–1972)
Bare passe chez Mercury Records en 1970.

### Seconde carrière chez RCA (1973–1977)
Après quelques d'années chez Mercury, Bobby retourna chez RCA Records en 1973.

### Carrière chez Columbia Records (1978–1983)
Bobby signe chez Columbia Records et continue sa chanson avec des succès comme Sleep Tight Good Night Man.

### Depuis 1983
De 1983 à 1988, Bobby présente Bobby Bare and Friends sur The Nashville Network (aujourd'hui Spike TV).
Sa chanson Find out What's happening passe dans la fameuse série Better Call Saul.

## Discographie

### Albums
| Year | Album                                                                      | Chart Positions | Chart Positions | Label      |
| Year | Album                                                                      | US Country      | US              | Label      |
| ---- | -------------------------------------------------------------------------- | --------------- | --------------- | ---------- |
| 1963 | 'Detroit City And Other Hits                                               | 9               | 119             | RCA Victor |
| 1963 | 500 Miles Away from Home                                                   | 9               | 133             | RCA Victor |
| 1964 | The Travelin' Bare                                                         | 14              | —               | RCA Victor |
| 1965 | Tunes for Two (w/ Skeeter Davis)                                           | 8               | —               | RCA Victor |
| 1965 | Constant Sorrow                                                            | —               | —               | RCA Victor |
| 1966 | The Best of Bobby Bare                                                     | —               | —               | RCA Victor |
| 1966 | Talk Me Some Sense                                                         | 6               | —               | RCA Victor |
| 1966 | The Streets of Baltimore                                                   | 7               | —               | RCA Victor |
| 1966 | This I Believe                                                             | 17              | —               | RCA Victor |
| 1967 | The Game of Triangles (w/ Norma Jean & Liz Anderson)                       | 16              | —               | RCA Victor |
| 1967 | A Bird Named Yesterday                                                     | 20              | —               | RCA Victor |
| 1967 | The English Country Side (w/ The Hillsliders)                              | 29              | —               | RCA Victor |
| 1968 | The Best of Bobby Bare - Volume 2                                          | 33              | —               | RCA Victor |
| 1969 | (Margie's At) The Lincoln Park Inn (And Other Controversial Country Songs) | 39              | —               | RCA Victor |
| 1970 | Your Husband My Wife (w/ Skeeter Davis)                                    | —               | —               | RCA Victor |
| 1970 | Real Thing                                                                 | —               | —               | RCA Victor |
| 1970 | This Is Bare Country                                                       | 37              | —               | Mercury    |
| 1971 | Where Have All the Seasons Gone                                            | 44              | —               | Mercury    |
| 1971 | I Need Some Good News Bad                                                  | —               | —               | Mercury    |
| 1972 | What Am I Gonna Do?                                                        | 19              | —               | Mercury    |
| 1972 | High and Dry                                                               | —               | —               | Mercury    |
| 1973 | I Hate Goodbyes / Ride Me Down Easy                                        | 31              | —               | RCA Victor |
| 1973 | Bobby Bare Sings Lullabies, Legends and Lies                               | 5               | —               | RCA Victor |
| 1974 | Singin' in the Kitchen (Bobby Bare and Family)                             | 27              | —               | RCA Victor |
| 1975 | Hard Time Hungrys                                                          | 33              | —               | RCA Victor |
| 1975 | Cowboys and Daddys                                                         | 21              | —               | RCA Victor |
| 1976 | The Winner and Other Losers                                                | 18              | —               | RCA Victor |
| 1977 | Me and McDill                                                              | 27              | —               | RCA Victor |
| 1978 | Bare                                                                       | 44              | —               | Columbia   |
| 1978 | Sleep Wherever I Fall                                                      | —               | —               | Columbia   |
| 1980 | Down & Dirty                                                               | 21              | —               | Columbia   |
| 1980 | Drunk & Crazy                                                              | 47              | —               | Columbia   |
| 1981 | As Is                                                                      | 43              | —               | Columbia   |
| 1982 | Ain't Got Nothin' to Lose                                                  | 29              | —               | Columbia   |
| 1983 | Drinkin' from the Bottle                                                   | —               | —               | Columbia   |

### Singles
| Year | Single                                                   | Chart Positions | Chart Positions | Chart Positions | Album                             |
| Year | Single                                                   | US Country      | US              | US AC           | Album                             |
| ---- | -------------------------------------------------------- | --------------- | --------------- | --------------- | --------------------------------- |
| 1959 | The All-American Boy (as Bill Parsons)                   | —               | 2               | —               | Detroit City                      |
| 1962 | Shame on Me                                              | 18              | 23              | —               | Detroit City                      |
| 1963 | Detroit City                                             | 6               | 16              | 4               | Detroit City                      |
| 1963 | 500 Miles Away from Home                                 | 5               | 10              | 4               | 500 Miles Away from Home          |
| 1964 | Miller's Cave                                            | 4               | 33              | —               | The Best of Bobby Bare            |
| 1964 | I Have Stayed Away Too Long                              | 47              | 94              | —               | single only                       |
| 1964 | Four Strong Winds                                        | 3               | 60              | —               | The Best of Bobby Bare            |
| 1965 | A Dear John Letter (with Skeeter Davis)                  | 11              | —               | —               | Tunes for Two                     |
| 1965 | Times Are Gettin' Hard                                   | 30              | —               | —               | Constant Sorrow                   |
| 1965 | It's All Right                                           | 7               | —               | —               | Constant Sorrow                   |
| 1965 | Just to Satisfy You                                      | 31              | —               | —               | Constant Sorrow                   |
| 1965 | Talk Me Some Sense                                       | 26              | —               | —               | Talk Me Some Sense                |
| 1966 | In the Same Old Way                                      | 34              | —               | —               | single only                       |
| 1966 | Streets of Baltimore                                     | 5               | —               | —               | Streets of Baltimore              |
| 1966 | The Game of Triangles (with Liz Anderson and Norma Jean) | 5               | —               | —               | The Game of Triangles             |
| 1966 | Homesick                                                 | 38              | —               | —               | The Game of Triangles             |
| 1967 | Charlestown Railroad Tavern                              | 16              | —               | —               | The Best of Bobby Bare Vol. 2     |
| 1967 | Come Kiss Me Love                                        | 14              | —               | —               | The Best of Bobby Bare Vol. 2     |
| 1968 | Find Out What's Happening (with The Hillsiders)          | 15              | —               | —               | English Country Side              |
| 1968 | Little Bit Later on Down the Line                        | 14              | —               | —               | Talk Me Some Sense                |
| 1968 | Town That Broke My Heart                                 | 16              | —               | —               | single only                       |
| 1969 | (Margie's At) The Lincoln Park Inn                       | 4               | —               | —               | Margie's at the Lincoln Park Inn  |
| 1969 | Which One Will It Be                                     | 19              | —               | —               | single only                       |
| 1969 | God Bless America Again                                  | 16              | —               | —               | This Is Bobby Bare                |
| 1970 | Your Husband, My Wife (with Skeeter Davis)               | 22              | —               | —               | Your Husband, My Wife             |
| 1970 | That's How I Got to Memphis                              | 3               | —               | —               | This Is Bare Country              |
| 1970 | Come Sundown                                             | 7               | —               | —               | This Is Bare Country              |
| 1971 | Please Don't Tell Me How the Story Ends                  | 8               | —               | —               | Where Have All the Seasons Gone   |
| 1971 | Short and Sweet                                          | 57              | —               | —               | I Need Some Good News Bad         |
| 1972 | What Am I Gonna Do                                       | 13              | —               | —               | What Am I Gonna Do                |
| 1972 | Sylvia's Mother                                          | 12              | —               | —               | What Am I Gonna Do                |
| 1973 | I Hate Goodbyes                                          | 25              | —               | —               | I Hate Goodbyes/Ride Me Down Easy |
| 1973 | Ride Me Down Easy                                        | 11              | —               | —               | I Hate Goodbyes/Ride Me Down Easy |
| 1973 | You Know Who                                             | 30              | —               | —               | I Hate Goodbyes/Ride Me Down Easy |
| 1974 | Daddy, What If (with Bobby Bare Jr.)                     | 2               | 41              | —               | Lullabyes, Legends and Lies       |
| 1974 | Marie Laveau                                             | 1               | —               | —               | Lullabyes, Legends and Lies       |
| 1975 | Singin' in the Kitchen (with His Family)                 | 29              | —               | —               | Singin' in the Kitchen            |
| 1975 | Back in Huntsville Again                                 | 23              | —               | —               | Hard Time Hungries                |
| 1975 | Alimony                                                  | 18              | —               | —               | Hard Time Hungries                |
| 1975 | Cowboys and Daddys                                       | 29              | —               | —               | Cowboys and Daddys                |
| 1976 | The Winner                                               | 13              | —               | —               | The Winner and Other Losers       |
| 1976 | Put a Little Lovin' on Me                                | 23              | —               | —               | The Winner and Other Losers       |
| 1976 | Drop Kick Me Jesus                                       | 17              | —               | —               | The Winner and Other Losers       |
| 1977 | Vegas (with Jeannie Bare)                                | 30              | —               | —               | The Essential Bobby Bare          |
| 1977 | Look Who I'm Cheatin' on Tonight                         | 21              | —               | —               | Me and McDill                     |
| 1978 | Sleep Tight Good Night Man                               | 11              | —               | —               | Bare                              |
| 1979 | No Memories Hangin' Round (with Rosanne Cash)            | 17              | —               | —               | Bobby Bare: The Columbia Years    |
| 1980 | Numbers                                                  | 11              | —               | —               | Down and Dirty                    |
| 1982 | New Cut Road                                             | 18              | —               | —               | As Is                             |
| 1983 | It's a Dirty Job (with Lacy J. Dalton)                   | 30              | —               | —               | Bobby Bare: The Columbia Years    |
| 1983 | The Jogger                                               | 29              | —               | —               | Drinkin' from the Bottle          |